# مالاكاي بلاك
توم بودجن (بالهولندية: Tommy End)‏ (بالإنجليزية: Tom Budgen) ويعرف باسم «أليستر بلاك (بالإنجليزية:Aleister Black)» و ما لاكاي بلاك(malakai black) هو مصارع محترف هولندي يعمل في اتحاد aew ولد بتاريخ 19 مايو 1985.

## وصلات خارجية
- مالاكاي بلاك على موقع دبليو دبليو إي (الإنجليزية)
- مالاكاي بلاك على موقع WrestlingData.com (الإنجليزية)
- مالاكاي بلاك على موقع CageMatch worker (الإنجليزية)
- مالاكاي بلاك على موقع قاعدة بيانات المصارعة على الإنترنت (الإنجليزية)
- مالاكاي بلاك على موقع عالم المصارعة على الإنترنت (الإنجليزية)
- مالاكاي بلاك على موقع عالم المصارعة على الإنترنت (الإنجليزية)

مالاكاي بلاك على موقع IMDb (الإنجليزية)